# Scott Island Bank
Koordinaten: 67° 45′ S, 179° 55′ W
Die Scott Island Bank ist ein Tiefseerücken im Südlichen Ozean nördlich des Rossmeers.
Namensgeber der vom Advisory Committee on Undersea Features (ACUF) im Juli 1964 bestätigten Benennung ist die benachbarte Scott-Insel.